# Fifth Avenue / 53rd Street
Fifth Avenue / 53rd Street – stacja metra nowojorskiego, na linii E i M. Znajduje się w dzielnicy Manhattan, w Nowym Jorku i zlokalizowana jest pomiędzy stacjami Lexington Avenue – 53rd Street i Seventh Avenue. Została otwarta 19 sierpnia 1933.